# Euro-vision (nummer)
Euro-vision is een nummer van Telex. Het was tevens het nummer waarmee de groep België vertegenwoordigde op het Eurovisiesongfestival 1980 in de Nederlandse stad Den Haag. Daar werd Telex uiteindelijk zeventiende met 14 punten.

## Resultaat
| Plaats | Land      | Artiest                         | Titel         | Punten |
| ------ | --------- | ------------------------------- | ------------- | ------ |
| 16     | Noorwegen | Sverre Kjelsberg & Mattis Hætta | Samiid Aednan | 15     |
| 17     | België    | Telex                           | Euro-vision   | 14     |
| 18     | Marokko   | Samira Bensaïd                  | Bitaqat khub  | 7      |